# Заслуженный артист Киргизской ССР
Заслуженный артист Киргизской ССР — почётное звание, присваивалось Президиумом Верховного Совета Киргизской ССР и являлось одной из форм признания государством и обществом заслуг отличившихся граждан. Учреждено 10 января 1939 года.
Присваивалось выдающимся деятелям искусства, особо отличившимся в деле развития театра, музыки, кино, цирка, режиссёрам, композиторам, дирижёрам, концертмейстерам, художественным руководителям музыкальных, хоровых, танцевальных и других коллективов, другим творческим работникам, музыкантам-исполнителям за высокое мастерство, и содействие развитию искусства.
Следующей степенью признания было присвоение звания «Народный артист Киргизской ССР», затем «Народный артист СССР».
Начиная с 1919 и до указа 1939 года присваивалось звание «Заслуженный артист Республики». Присваивалось оно коллегиями Наркомпроса республик, приказами наркомов просвещения, исполкомами областных и краевых советов.
Первыми награждёнными в 1939 году были ведущие артисты Ошского музыкально-драматического театра имени Бабура Розияхон Муминова и Абдулла Файзуллаев и Николай Петрович Алексеев — тромбонист.
Последними награждёнными этим почётным званием в 1990 году были ведущие артисты Ошского музыкально-драматического театра имени Бабура Нигорой Расулжонова, Умаржон Мамиров, Режаббой Тожибоев, Махмуджон Рахматов и Кайыпбек Айтыгулович Айтыгулов — флейтист.
С распадом Советского Союза в Киргизии звание «Заслуженный артист Киргизской ССР» было заменено званием «Заслуженный артист Киргизстана», при этом учитывая заслуги граждан Республики Киргизстан, награждённых государственными наградами бывших СССР и Киргизской ССР, за ними сохранились права и обязанности, предусмотренные законодательством бывших СССР и Киргизской ССР о наградах.